# مارتن جونز (لاعب كريكت)
مارتن جونز (8 نوفمبر 1985 ببرستل في المملكة المتحدة - ) (بالإنجليزية: Martin Jones)‏ هو لاعب كريكت بريطاني. لعب مع Durham University Centre of Cricketing Excellence ‏.

## وصلات خارجية
- مارتن جونز على موقع إي آس بي آن كريك إنفو (الإنجليزية)